# 花园街道 (阜宁县)
花园街道是中华人民共和国江苏省盐城市阜宁县下辖的一个街道办事处。
2014年4月1日，江苏省人民政府批复同意撤销阜城镇，以原阜城镇花园、码头、黄舍、专榆、必生、新民、北陈、邓灶、骥超、锦仁、必余、安乐、路庄、光明、新储、冒港、董陈等17个居委会区域设立花园街道办事处，街道办事处驻花园居委会协鑫大道11号。

## 行政区划
花园街道下辖以下村级行政区划单位：
花园社区、码头社区、黄舍社区、必生社区、专榆社区、北陈社区、邓灶社区、骥超社区、光明社区、新储社区、路庄社区、董陈社区、冒港社区、安乐社区、必余社区、锦仁社区和新民社区。